# کوسکو پسیفیک
کوسکو پسیفیک (به انگلیسی: COSCO Pacific) شرکت ترابری دریایی هنگ کنگی است، که در زمینه کشتیرانی، خدمات لجستیک و لیزینگ کشتی فعالیت می‌کند.
شرکت کوسکو پسیفیک در سال ۱۹۹۴ راه‌اندازی شد و در حال حاضر شرکت تابعه چاینا کوسکو، که خود زیرمجموعه‌ای از گروه کوسکو می‌باشد.
دفتر مرکزی این شرکت در هنگ کنگ قرار دارد و سهام آن در بازار بورس اوراق بهادار هنگ کنگ معامله می‌شد.